# Carte inversée

Carte inversée centrée sur le 162^{e} méridien est.

Une carte inversée est une carte du monde qui utilise une représentation inverse de celle traditionnellement utilisée : le sud y est orienté vers le haut de la carte et le nord vers le bas.
Ce genre de cartes est généralement utilisé en Australie, en Nouvelle-Zélande, ainsi que dans d'autres pays de l'hémisphère sud. La carte y est généralement centrée sur l'Indonésie ou l'Australie avec l'Europe et l'Amérique sur les côtés. Certaines cartes gardent cependant le méridien de Greenwich en leur centre.
En Australie, on utilise encore ce genre de carte à la fin des années 1970. Le gouvernement voulait alors raviver le sentiment patriotique des Australiens en leur montrant qu'ils pouvaient être au centre du monde. 
C'est au XIIe siècle qu'on utilise pour la première fois ce genre de cartographie.

## Histoire

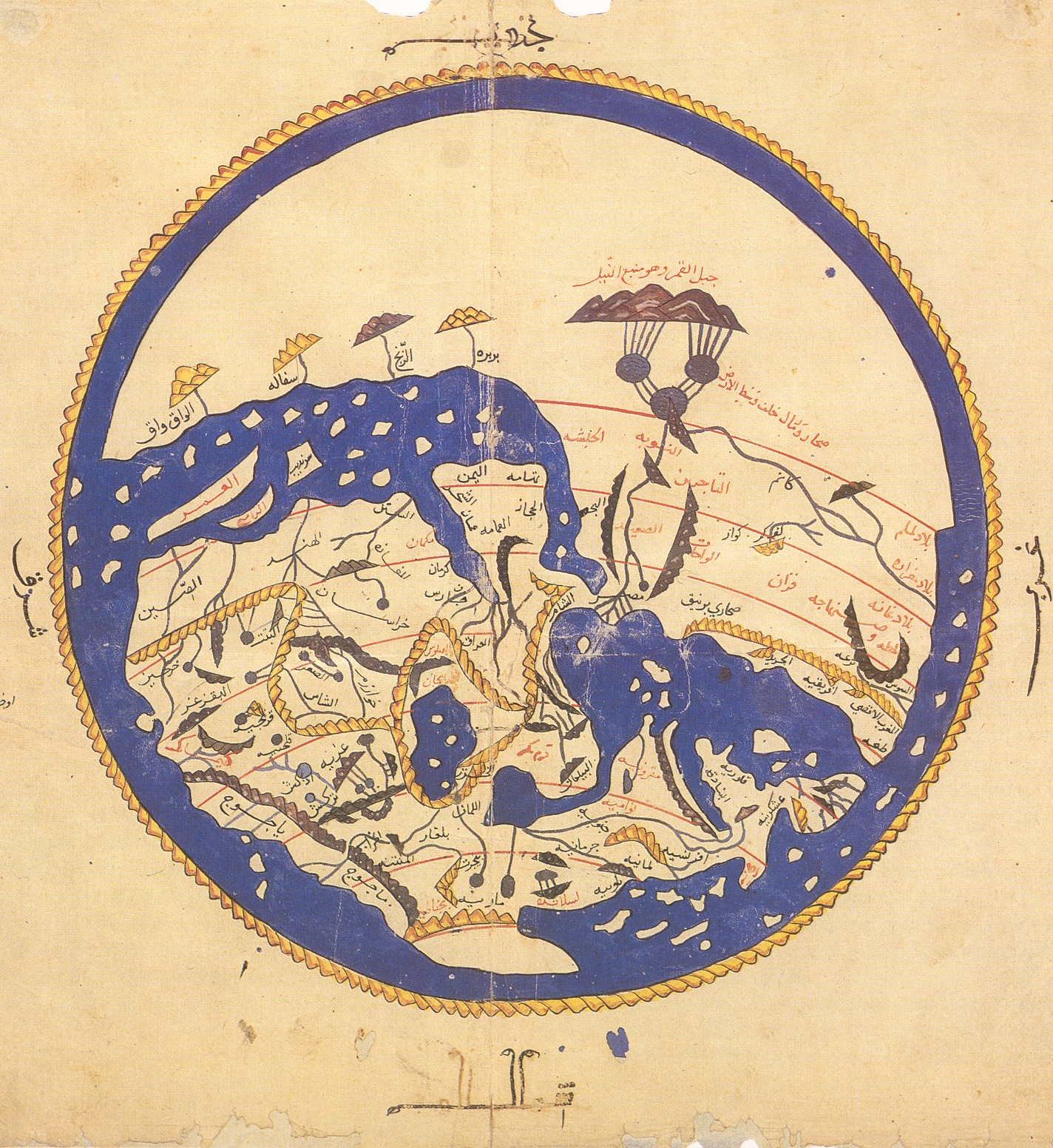
Première carte du monde (par Al-Idrisi, 1154)

C'est en 1154 qu'Al Idrissi, cartographe et explorateur du XIIe siècle, dessine la première carte du monde. Cette carte du monde avait le pôle Sud vers le haut, le pôle Nord vers le bas et la Kaaba était dans le centre.

Plus tard, les cartographes occidentaux ont tourné la carte à l'envers, le pôle Nord était vers le haut et le pôle Sud vers le bas, mais la Kaabah était toujours au centre.
En 1979, McArthur sort la McArthur's Universal Corrective Map of the World qui place l'Australie et le sud en haut.

### Expression artistique
- The Inversion of the World, 1988, installation par Richard Purdy.
- Qui a dit que le Nord est en haut ?, 2016, céramique monumentale par Ligne Rouge (Louis Pavageau aka Ligne Rouge).